# Ruta Estatal de California 160
La Ruta Estatal de California 160, y abreviada SR 160 (en inglés: California State Route 160) es una carretera estatal estadounidense ubicada en el estado de California. La carretera inicia en el Sur desde la SR 4     en Antioch hacia el Norte en la I-BUS 80 en Sacramento. La carretera tiene una longitud de 79,9 km (49.651 mi).

## Mantenimiento
Al igual que las autopistas interestatales, y las rutas federales y el resto de carreteras estatales, la Ruta Estatal de California 160 es administrada y mantenida por el Departamento de Transporte de California por sus siglas en inglés Caltrans.

## Cruces
La Ruta Estatal de California 160 es atravesada principalmente por la  SR 12     cerca de Río Vista.